# 中華人民共和國第十屆全運會田徑比賽
中華人民共和國第十屆全運會田徑比賽於2005年10月16日正式展開，直至10月22日結束，為期7天，除馬拉松外都在南京奧林匹克體育中心進行。马拉松因与2005年北京马拉松时间冲突。中国田径协会将两项赛事合并，在10月16日参加北京马拉松的中国选手中产生十运会男女马拉松比赛的冠军。
田徑的男子項目包括：男子5000米、男子50公里競走、男子三級跳遠、男子4x100米接力、男子4x400米接力、男子十項全能、男子800米、男子400米欄、男子200米、男子鐵餅、男子110米欄、男子鉛球、男子標槍、男子跳高、男子20公里競走、男子1500米、男子跳遠、男子400米、男子撐竿跳高、男子100米、男子鏈球、男子10000米、男子3000米障礙跑、男子馬拉松，總共為24個小項。
女子項目包括：女子4x100米接力、女子5000米、女子4x400米接力、女子三級跳遠、女子400米欄、女子800米、女子200米、女子撐竿跳高、女子競走、女子跳遠、女子七項全能、女子1500米、女子100米、女子400米、女子鐵餅、女子100米欄、女子10000米、女子標槍、女子鉛球、女子鏈球、女子跳高以及女子馬拉松，共為22個小項。

## 焦點
- 劉翔於十運會中贏得1金1銀。
- 孫英杰於女子10000米中被驗出服用禁藥，被取消資格，後來證實是一椿冤案。
- 重慶市田徑隊因有隊員服用違禁藥物被國家體育總局判罰禁止參加十運會田徑比賽，所屬隊員均以個人身份參賽。

## 獎牌分布情況

### 男子
| 項目            | 金牌                                   | 银牌                              | 铜牌                              |
| 男子100米       | 龔偉（廣西）                           | 胡凱（個人）                      | 龐桂斌（廣西）                    |
| 男子200米       | 楊耀祖（上海）                         | 王成梁（解放軍）                  | 鄧亦峻（香港）                    |
| 男子400米       | 王梁宇（廣東）                         | 王曉旭（北京）                    | 譚彪（廣東）                      |
| 男子800米       | 李翔宇（山西）                         | 李光明（湖北）                    | 唐寶軍（上海）                    |
| 男子1500米      | 竇兆波（山東）                         | 唐寶軍（上海）                    | 楊安躍（雲南）                    |
| 男子5000米      | 孫文勇（山東）                         | 陳明付（雲南）                    | 鄭凱（山東）                      |
| 男子10000米     | 陳明付（雲南）                         | 杜鵬遠（廣東）                    | 韓剛（雲南）                      |
| 男子3000米障礙  | 孫文利（山東）                         | 孫文勇（山東）                    | 時林忠（江蘇）                    |
| 男子110米欄     | 劉翔（上海）                           | 史冬鵬（河北）                    | 陳明（天津）                      |
| 男子400米欄     | 孟岩（吉林）                           | 張世寶（山東）                    | 朱智（廣東）                      |
| 男子4x100米接力 | 楊光明 龐桂斌 張園 龔偉（廣西）        | 胡萌 徐耀庭 楊耀祖 劉翔（上海）   | 趙浩煥 曹健 黃灵 溫永毅（廣東）   |
| 男子4x400米接力 | 徐自宙 譚彪 王優信 王梁宇（廣東）      | 盧春生 陳志偉 楊傑 陳小川（福建） | 羅旭升 胡瑞 王海斌 劉岩冰（江蘇） |
| 男子跳高        | 張樹峰（黑龍江）                       | 梁彤（北京）                      | 黃海強（浙江）                    |
| 男子撐竿跳高    | 劉飛亮（山東）                         | 楊雁盛（山東）                    | 張宏偉（解放軍）                  |
| 男子跳遠        | 張鑫（天津）                           | 李潤潤（江蘇）                    | 顧俊傑（四川）                    |
| 男子三級跳遠    | 李延熙（河北）                         | 林木杰（福建）                    | 李明（新疆）                      |
| 男子鉛球        | 張奇（山西）                           | 田迎春（黑龍江）                  | 賈鵬（遼寧）                      |
| 男子鐵餅        | 李少杰（山東）                         | 吳濤（遼寧）                      | 努爾買買提·吐拉克（新疆）         |
| 男子鏈球        | 葉奎剛（解放軍）                       | 劉福祥（海南）                    | 齊大凱（陝西）                    |
| 男子標槍        | 李榮祥（浙江）                         | 陳奇（上海）                      | 劉彥紅（河南）                    |
| 男子十項全能    | 齊海峰（遼寧）                         | 余濱（四川）                      | 洪慶陽（浙江）                    |
| 男子20公里競走  | 李高波（江蘇）                         | 朱紅軍（遼寧）                    | 虞朝鴻（雲南）                    |
| 男子50公里競走  | 虞朝鴻（雲南）                         | 趙成良（雲南）                    | 阿拉坦嘎達蘇（內蒙古）            |
| 男子馬拉松      | 張慶樂（江蘇，北京马拉松男子组第七名） | 李柱宏（甘肅）                    | 蘇偉（青海）                      |

### 女子
| 項目            | 金牌                                     | 银牌                                   | 铜牌                                   |
| 女子100米       | 秦旺萍（江蘇）                           | 劉立（黑龍江）                         | 陳麗莎（個人）                         |
| 女子200米       | 秦旺萍（江蘇）                           | 劉立（黑龍江）                         | 侯秀芬（山東）                         |
| 女子400米       | 黃瀟瀟（山東）                           | 卜範芳（山東）                         | 張曉媛（山東）                         |
| 女子800米       | 劉青（山西）                             | 楊曉翠（廣東）                         | 楊薇（江蘇）                           |
| 女子1500米      | 劉青（山西）                             | 黃靜（山東）                           | 謝賽男（江蘇）                         |
| 女子5000米      | 邢慧娜（山東）                           | 朱曉琳（遼寧）                         | 西秋紅（北京）                         |
| 女子10000米     | 邢慧娜（山東）                           | 周春秀（江蘇）                         | 包桂英（甘肅）                         |
| 女子100米欄     | 劉靜（四川）                             | 蘇懿萍（江蘇）                         | 馮雲（廣東）                           |
| 女子400米欄     | 黃瀟瀟（山東）                           | 王星（湖南）                           | 張榮榮（個人）                         |
| 女子4x100米接力 | 陳鈺 梁懿 江志英 秦旺萍（江蘇）          | 黃農芬 嚴劍葵 黃梅 韓玲（廣西）        | 鄒昕宇 李春紅 王冠君 劉立（黑龍江）    |
| 女子4x400米接力 | 鍾少婷 楊曉翠 高麗華 湯曉茵（廣東）      | 黃瀟瀟 陳玉香 侯秀芬 卜範芳（山東）    | 宦麗 劉鈺 宋英蘭 王星（湖南）          |
| 女子跳高        | 景雪竹（北京）                           | 顧碧威（浙江）                         | 顧璇（解放軍）                         |
| 女子撐竿跳高    | 趙瑩瑩（浙江）                           | 楊靜（廣東）                           | 高淑英（上海）                         |
| 女子跳遠        | 關英楠（江蘇）                           | 張園（廣東）                           | 劉花花（湖南）                         |
| 女子三級跳遠    | 黃秋艷（廣西）                           | 王穎（個人）                           | 伍嶺梅（廣東）                         |
| 女子鉛球        | 李梅菊（河北）                           | 李玲（遼寧）                           | 錢春華（江蘇）                         |
| 女子鐵餅        | 黎秋梅（山西）                           | 黃群（江蘇）                           | 宋愛民（河北）                         |
| 女子鏈球        | 劉瑛慧（個人）                           | 張文秀（解放軍）                       | 楊美萍（江蘇）                         |
| 女子標槍        | 馬寧（河北）                             | 薛娟（江蘇）                           | 耿愛華（山東）                         |
| 女子七項全能    | 沈盛妃（浙江）                           | 劉海莉（遼寧）                         | 王海蘭（海南）                         |
| 女子20公里競走  | 柏艷敏（江蘇）                           | 姜靜（江蘇）                           | 時娜（山東）                           |
| 女子馬拉松      | 孫英傑（火車頭，北京马拉松女子组第一名） | 周春秀（江蘇，北京马拉松女子组第二名） | 孫偉偉（遼寧，北京马拉松女子组第三名） |

## 獎牌榜
| 名次 | 代表團 | 金牌 | 銀牌 | 銅牌 | 總數 |
| ---- | ------ | ---- | ---- | ---- | ---- |
| 1    | 山東   | 9    | 6    | 5    | 20   |
| 2    | 江蘇   | 7    | 7    | 7    | 21   |
| 3    | 山西   | 5    | 0    | 0    | 5    |
| 4    | 廣東   | 3    | 4    | 5    | 12   |
| 5    | 浙江   | 3    | 1    | 2    | 6    |
| 6    | 河北   | 3    | 1    | 1    | 5    |
| 6    | 廣西   | 3    | 1    | 1    | 5    |
| 8    | 遼寧   | 2    | 7    | 2    | 11   |
| 9    | 上海   | 2    | 3    | 2    | 7    |
| 10   | 雲南   | 2    | 2    | 3    | 7    |
| 11   | 黑龍江 | 1    | 3    | 1    | 5    |
| 12   | 解放軍 | 1    | 2    | 2    | 5    |
| 13   | 北京   | 1    | 2    | 1    | 4    |
| 14   | 四川   | 1    | 1    | 1    | 3    |
| 15   | 天津   | 1    | 0    | 1    | 2    |
| 16   | 火車頭 | 1    | 0    | 0    | 1    |
| 16   | 重慶   | 1    | 0    | 0    | 1    |
| 16   | 吉林   | 1    | 0    | 0    | 1    |
| 19   | 福建   | 0    | 2    | 0    | 2    |
| 20   | 湖南   | 0    | 1    | 2    | 3    |
| 21   | 海南   | 0    | 1    | 1    | 2    |
| 21   | 甘肅   | 0    | 1    | 1    | 2    |
| 23   | 湖北   | 0    | 1    | 0    | 1    |
| 24   | 新疆   | 0    | 0    | 2    | 2    |
| 25   | 青海   | 0    | 0    | 1    | 1    |
| 25   | 香港   | 0    | 0    | 1    | 1    |
| 26   | 陝西   | 0    | 0    | 1    | 1    |
| 25   | 江西   | 0    | 0    | 1    | 1    |
| 25   | 內蒙古 | 0    | 0    | 1    | 1    |
| 25   | 河南   | 0    | 0    | 1    | 1    |
| 总计 | 总计   | 47   | 46   | 46   | 139  |

## 备注
1. 1 2 3  協議單位：遼寧
2. ↑  協議單位：江西
3. ↑  協議單位：重慶
4. ↑  協議單位：江蘇